# لو لین
لو لین (انگلیسی: Lü Lin؛ زادهٔ ۶ آوریل ۱۹۶۹) یک بازیکن تنیس روی میز اهل جمهوری خلق چین است.
از افتخارات وی می‌توان به می‌توان به کسب مدال طلا تنیس روی میز در بازی‌های المپیک تابستانی ۱۹۹۲ و مدال نقره در بازی‌های المپیک تابستانی ۱۹۹۶ اشاره کرد.